# 滇州
滇州，中国南北朝时设置的州。
南梁在新息县设置滇州，安置北魏来降之人。设置时间和所辖郡县史料记载不详，大约在今河南省信阳市息县东南。侯景之乱时，河南的州郡沦陷於东魏，滇州被废除。